# Sjökocksfiskar

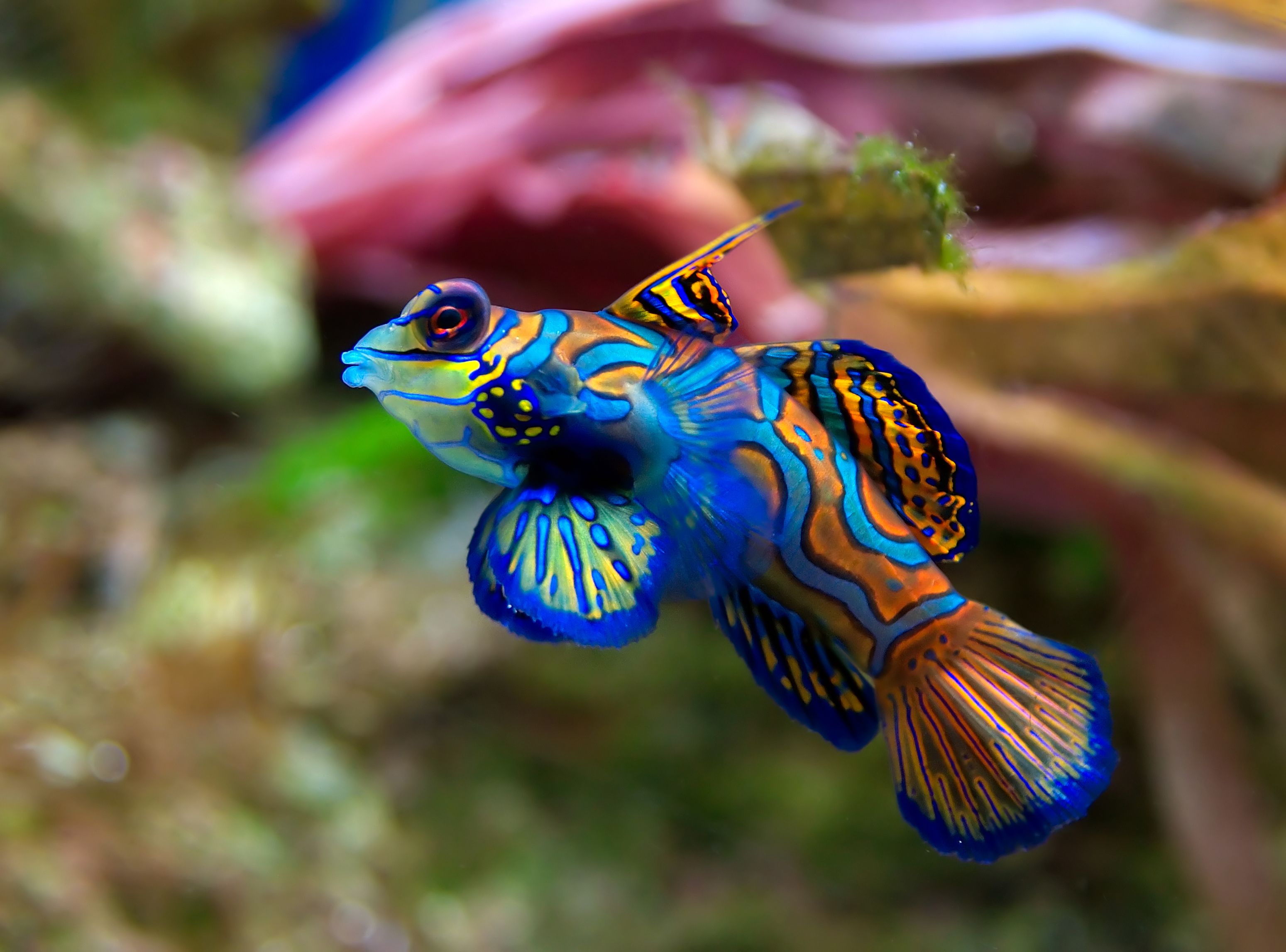
Synchiropus splendidus

Sjökocksfiskar (Callionymidae) är en familj i underordningen sjökockslika fiskar (Callionymoidei) som tillhör ordningen abborrartade fiskar. Det finns 187 kända arter i 19 släkten.

## Utbredning
De flesta arter förekommer i tropiska regioner av Indiska oceanen och Stilla havet kring Sydostasien. I Medelhavet finns sju arter av släktet Callionymus.

## Utseende
Sjökocksfiskar har två ryggfenor och den första av dessa har tre till fyra strålar. Denna fena är hos hannarna förstorad. Bukfenorna är jämförelsevis stora och fiskarna använder dem som stöd när de vilar på havets botten. Huvudet är stort och munnen liten och spetsig. Beroende på art blir sjökocksfiskar 2 till 30 centimeter långa.

## Släkten
- Anaora
- Bathycallionymus
- Callionymus
- Calliurichthys
- Dactylopus
- Diplogrammus
- Draculo
- Eleutherochir
- Eocallionymus
- Foetorepus
- Minysynchiropus
- Neosynchiropus
- Paracallionymus
- Paradiplogrammus
- Protogrammus
- Pseudocalliurichthys
- Repomucenus
- Synchiropus
- Tonlesapia

## Sjökocksfiskar i akvarium
Några sjökocksfiskar är omtyckta djur i havsakvarier där de visar en intressant parningslek. Dessa fiskar ställer stora krav på akvariets ägare då de alltid behöver mat som inte finns i mindre akvarier.
De färgrikaste arterna är Synchiropus splendidus och Synchiropus picturatus. Andra arter som finns i handeln och som huvudsakligen är bunden till sand är Synchiropus stellatus och Synchiropus occelatus.